# Gorkistraße 6 (Erfurt)

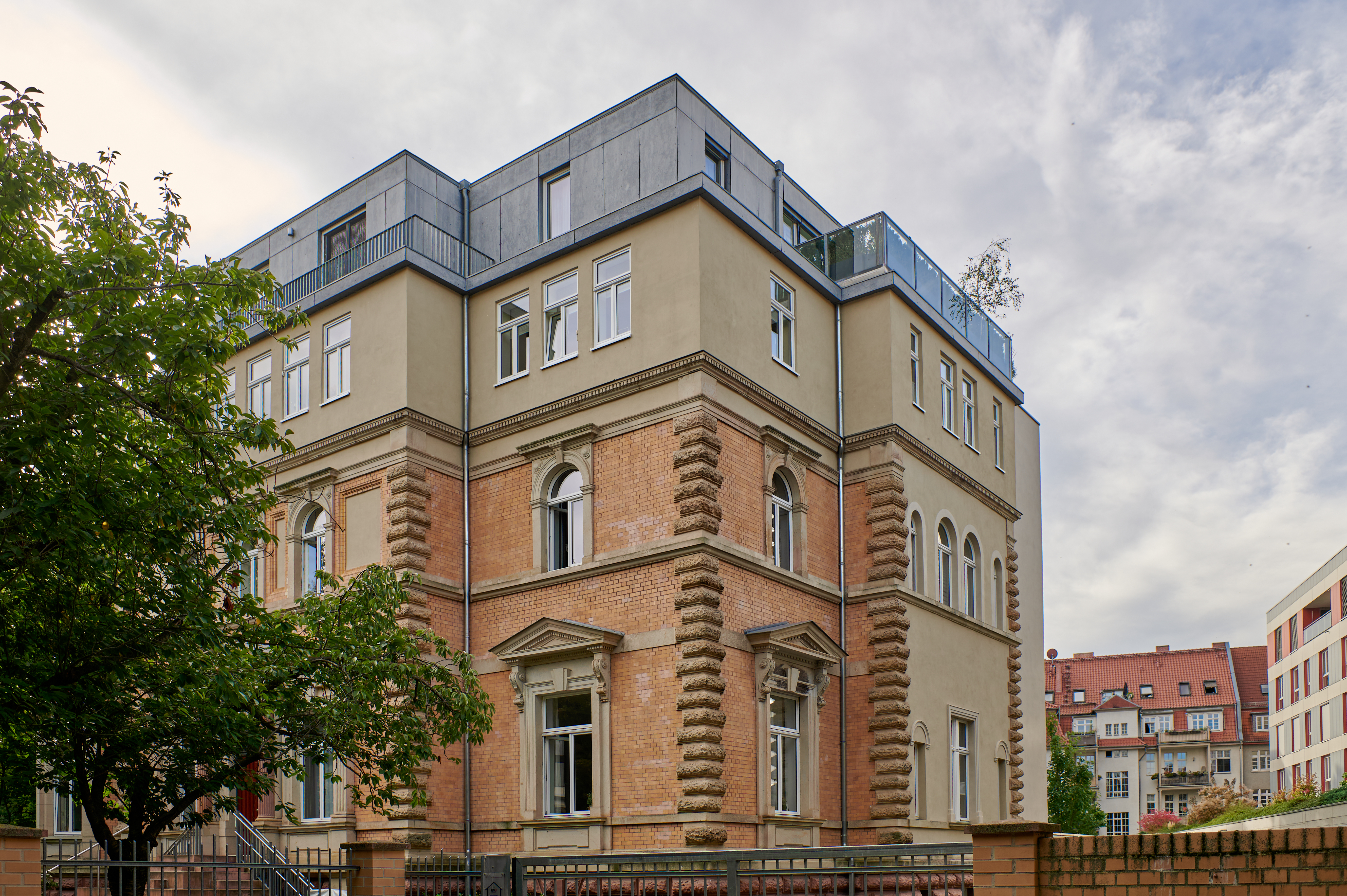
Ansicht von Nordwesten

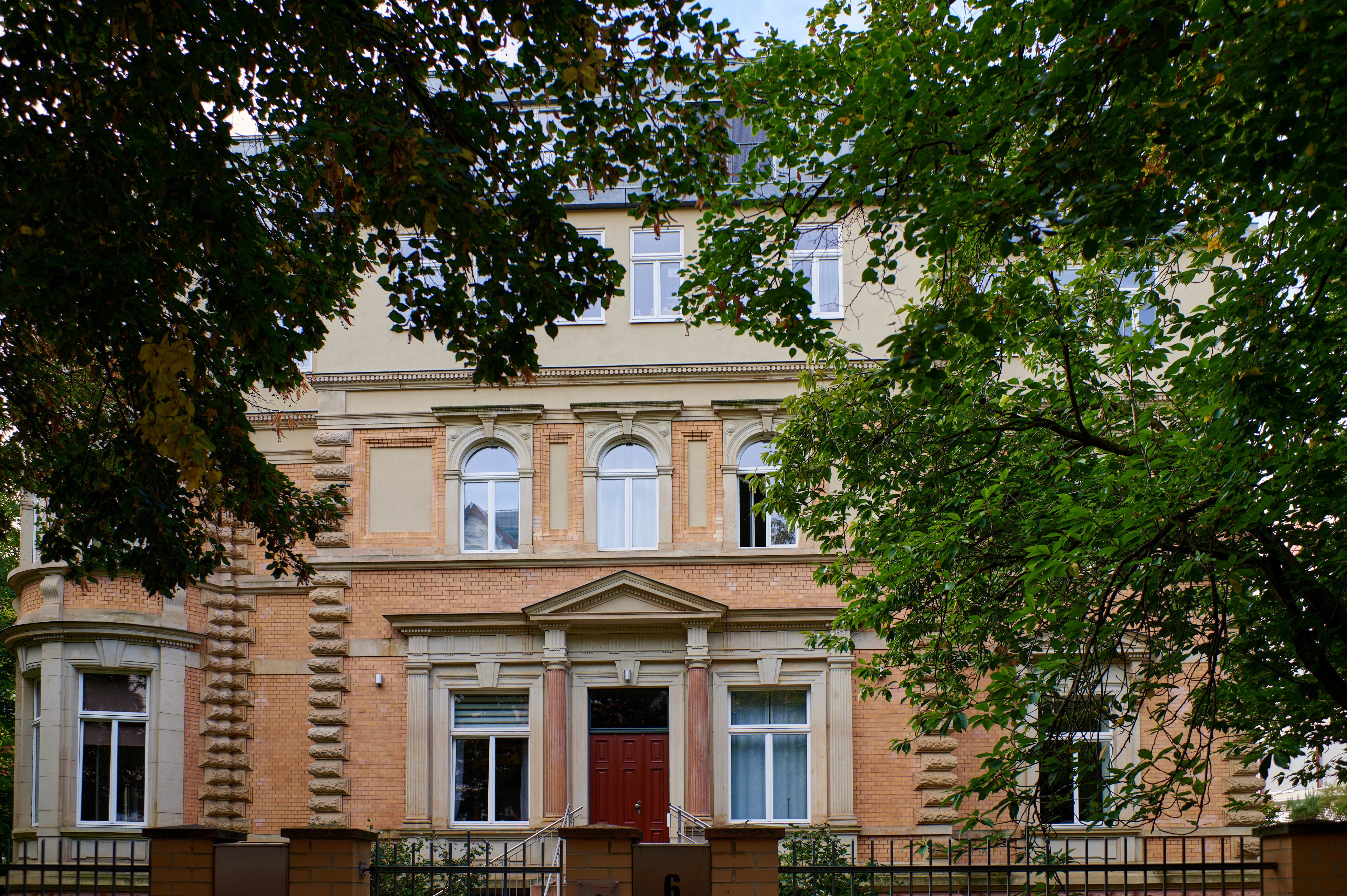
Straßenfassade

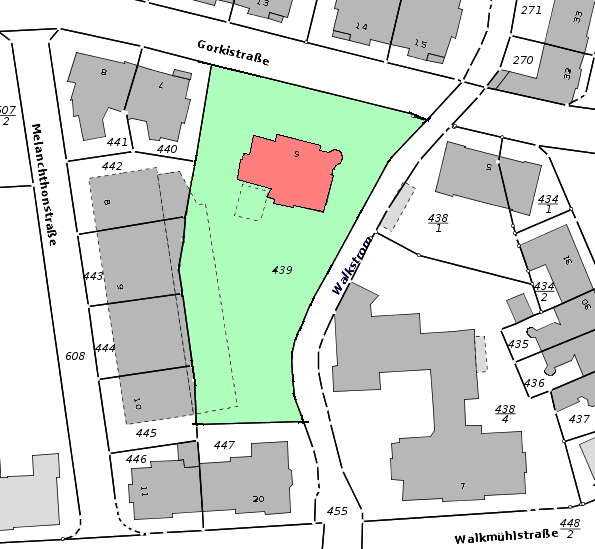
Lageplan der Villa Stürcke, Erfurt, Gorkistraße 6

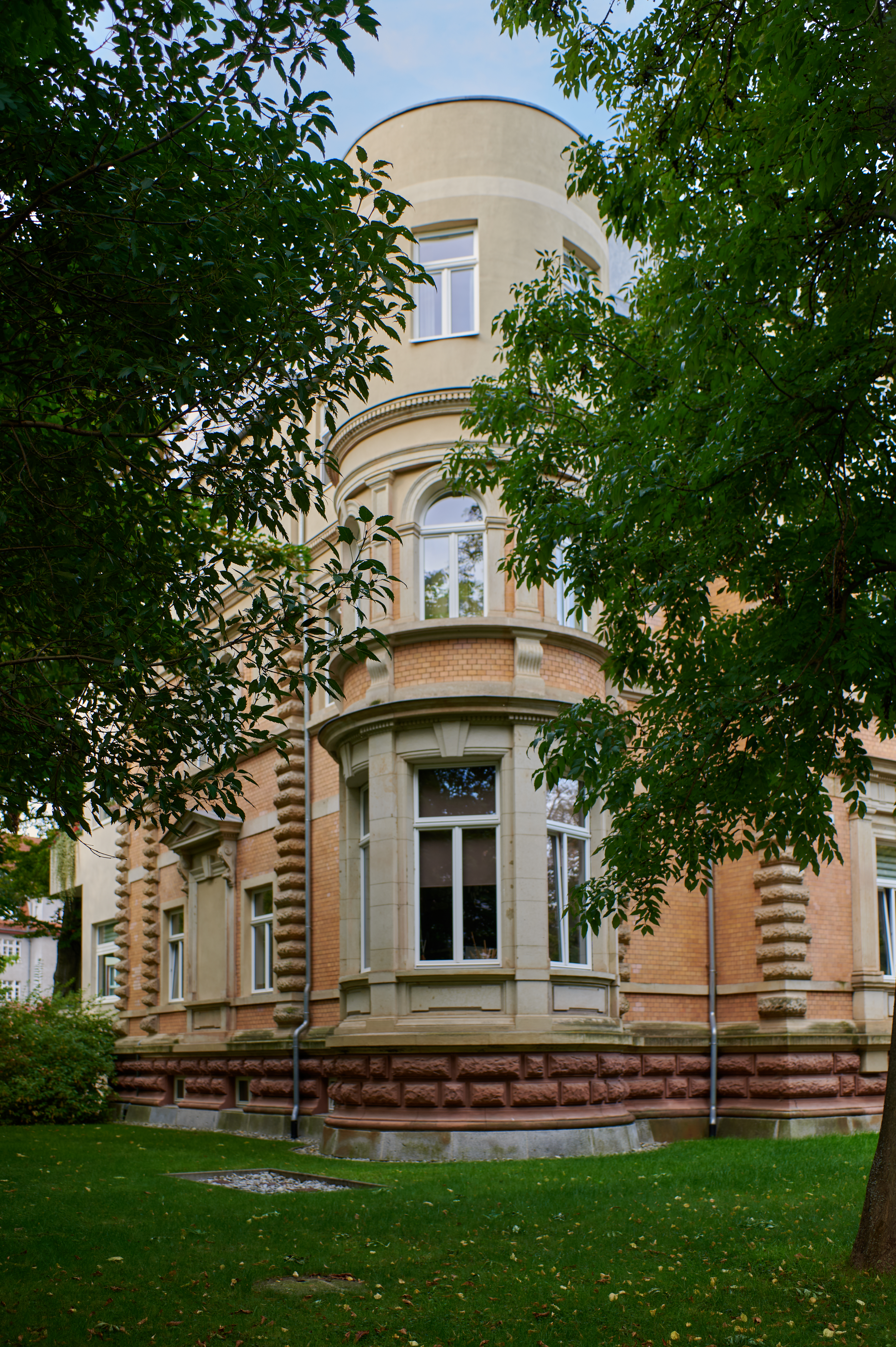
Eckturm

Gorkistraße 6 ist die Adresse einer 1883 erbauten ehemaligen Villa in Erfurt. Das Objekt ist in der Liste der Kulturdenkmale in der äußeren Altstadt (Erfurt) eingetragen.

## Geschichte
Die Villa wurde 1883 im Auftrag des Erfurter Bankiers Adolph Stürcke junior erbaut. Er war ein Sohn, Erbe und Nachfolger von Adolph Stürcke senior (1827–1860) der die Bank 1849 erworben und als Bankhaus Adolph Stürcke sehr erfolgreich weitergeführt hatte. Die Stürckes zählten zu den angesehensten Familien der Stadt und zeigten das auch. Das große, parkartige Grundstück lag zur Bauzeit in der damals noch weitgehend unbebauten Brühler Vorstadt im bevorzugten Erfurter Westen, war im Osten durch den Walkstrom begrenzt und parkartig gestaltet. Planung und Bauleitung der Villa erfolgten durch den Leipziger Architekten Georg Weidenbach.
Mit der Zwangsliquidierung der Bank 1947 und dem Tod des damaligen geschäftsführenden Gesellschafters Max Stürcke durch einen Autounfall im gleichen Jahr gelangte auch die Villa Gorkistraße 6 in Volkseigentum. Nach der Gründung der Medizinischen Akademie Erfurt 1954 wurde sie zu einer Frauenklinik umgebaut. In dem Zusammenhang wurde das ehemalige Mansarddach durch ein weiteres Geschoss ersetzt, das mit einem Flachdach versehen wurde. 1956 folgte auf dem Grundstück Gorkistraße 4 der Bau eines Hörsaalgebäudes, das neben dem Saal mit 200 Plätzen mehrere Labore enthielt. 1975 erhielt die Frauenklinik ein neugebautes Bettenhaus auf dem Nachbargrundstück Melanchtonstraße 8–10 und wurde mit über 400 Betten zur größten Einrichtung ihrer Art in der DDR.
2003 wurde die Frauenklinik in ein entsprechend modernisiertes Gebäude auf das Gelände des Helios Klinikum Erfurt verlagert. 2007 erwarb die Bauträgergesellschaft Tempus GmbH das komplette Anwesen einschließlich des früheren Bettenhauses in der Melanchtonstraße, um es zu Wohnungen umzunutzen. Die ehemalige Villa wurde nach Planung des Erfurter Architekturbüros H. Günther in ein Mehrfamilienhaus mit acht Wohnungen, zusammen ca. 1200 m² Wohnfläche, umgenutzt.

## Gebäude
Das heute dreigeschossige Gebäude zeigt in seinen Fassaden seine Baugeschichte. Es hat einen hohen Kellersockel, vor dem eine Freitreppe zum Erdgeschoss führt. Die  beiden Hauptgeschosse sind opulent im Stil der Neorenaissance gestaltet. Die Fassaden aus gelblichen Klinkern sind durch profilierte Sandsteinelemente wie bossierte Eckquader, Gesimse, Pilaster und Halbsäulen gegliedert. Fenster- und Türgewände sind im Stil antiker Portale in gelbem Sandstein ausgeführt. An der nordöstlichen Hausecke befindet sich ein runder, zum Teil eingezogener Eckturm, dessen frühere Dachhaube durch ein weiteres Geschoss mit Flachdachabschluss ersetzt wurde.
Im dritten, in den 50er Jahren entstandenen Geschoss, das das frühere Mansarddach ersetzt, sind die Fassaden schlicht gehalten, durch kleinere Fenster gegliedert und verputzt.
Über dieser Aufstockung befindet sich noch ein weiteres Geschoss, das bei dem erneuten Umbau 2007 entstanden ist. Aus dieser Zeit stammen auch die Hauserweiterungen an der südlichen Gebäudeseite in Form von zwei neuen, unterkellerte Anbauten im modernen mit großflächigen Hebe-Schiebe-Fenstern und 3 Meter frei auskragenden Balkonen.